# Мілена Маркова
Мілена Маркова (болг. Миглена Маркова; нар. 16 лютого 1983, Софія) — болгарська спортсменка, академічна веслувальниця, призерка чемпіонатів світу з академічного веслування.

## Спортивна кар'єра
На Олімпійських іграх 2004 Мілена Маркова з Анет-Жаклін Бушман фінішувала четвертою в двійках парних.
З 2005 року постійною напарницею Маркової стала титулована веслярка Румяна Нейкова. На чемпіонаті світу 2005 року в Кайдзу Мілена Маркова з Румяною Нейковою зайняла друге місце в двійках парних.
2009 року на чемпіонаті світу в Познані Маркова з Румяною Нейковою зайняла третє місце в двійках парних.